# Lucij Mumij Ahajec
Lucij Mumij Ahajec (latinsko Lucius Mummius Achaicus), znan tudi kot Lucij Mumij ali samo Ahajec, rimski vojskovodja in politik, * ok. 193 pr. n. št., † ok. 140 pr. n. št.
Sodeloval je pri zatrtju luzitanskega upora, za kar je prejel triumf.
Najbolj znan je po svoji vlogi konzula med ahajsko vojno leta 146 pr. n. št. pri uničenju Korinta, za kar je spet prejel triumf in vzdevek Ahajski.
Leta 142 pr. n. št. je bil cenzor skupaj z Scipionom Emilijskim, čigar strogost ga je pogosto pripeljala v spor z njegovim bolj popustljivim kolegom.
Glej tudi:
- Luzitanska vojna
- Ahajska vojna